# Волоколамский уезд
Волокола́мский уе́зд — административная единица в составе Московской губернии, существовавшая до 1929 года. Центр — город Волоколамск.

## География
Уезд граничил на северо-западе со Старицким уездом Тверской губернии, на западе с Гжатским уездом Смоленской губернии, а с других сторон с Можайским, Рузским и Клинским уездами Московской губернии и занимал около 2,4 тыс. км². (за счёт административных преобразований к 1929 году площадь увеличилась до 3,3 тыс. км²). Поверхность уезда — слегка волнистая равнина, а грунт земли большей частью малоплодородный, местами иловатый, болотистый и песчаный. Реки не судоходны и большей частью берут тут только своё начало, например Руза, Лобь и Лама. Озёра незначительны и большая часть их находится в северо-западной болотистой части уезда, из них замечательно Круглое или Мещерское. Болота находятся между реками Ламой и Лобью, а также по реке Чёрной.

## Население
- 1839 год — 21 033 души мужского пола (женское население тогда не учитывалось)
- 1852 год — 74,6 тыс. чел.[1]
- 1883 год — 86,1 тыс. чел.[2]
- 1890 год — 93,3 тыс. чел.[2]
- 1897 год — 81,0 тыс. чел. (в том числе русские — 99,9 %)[3]
- 1924 год — 147 522 чел.
- 1926 год — 145,5 тыс. чел.

Самые крупные населённые пункты уезда по количеству жителей в 1862 году:
- Волоколамск — 2412 человек (из них 1143 муж. и 1269 — жен. пола)
- Середа Стратилатская — 1085 чел.
- Ивашково — 872 чел.
- Корневское — 780 чел.
- Рюховское — 780 чел.
- Поповкино — 763 чел.
- Ярополчь — 742 чел.

Самые крупные населённые пункты уезда по количеству жителей в 1924 году:
- Волоколамск — 3796 человек
- Середа Стратилатская — 1200 чел.
- Ивашково — 1144 чел.
- Дулепово — 1091 чел.
- Кушелово — 918 чел.
- Горы Стрешневы — 834 чел.
- Монасеино — 832 чел.
- Корневское — 815 чел.
- Лотошино — 797 чел.
- Поповкино — 781 чел.
- Буйгород — 759 чел.
- Фроловское — 730 чел.
- Ярополец — 729 чел.
- Телешово — 724 чел.
- Харланиха — 711 чел.
- Шилово — 711 чел.
- Теряева слобода — 703 чел.

## История
Волоколамский (Волоцкий) уезд известен со средних веков. Юридически был оформлен во время административной реформы Екатерины II в 1781 году.
По сведениям 1859 года в уезде числилось 407 населённых мест — 1 город, 39 сёл, 2 слободы, 285 деревень, 55 селец, 23 хутора, выселка или постоялых двора, 1 мыза, дача или владельческая усадьба, 1 монастырь.
В 1929 году был упразднён, а на его территории были образованы Волоколамский, Лотошинский и Шаховской районы.

## Административное деление
В промежутке между 1890 и 1911 годами на основании статистических данных в уезде было 11 волостей: Аннинская (2-й стан), Буйгородская (2-й стан), Бухоловская (1-й стан), Кульпинская (1-й стан), Марковская (1-й стан), Муриковская (1-й стан), Ошейкинская (2-й стан), Плосковская (1-й стан), Серединская (1-й стан), Тимошевская (2-й стан), Яропольская (2-й стан).
В 1917 году в уезде было 16 волостей: Аннинская, Буйгородская, Бухоловская, Калеевская (передана из Клинского уезда), Канаевская (передана из Можайского уезда), Кульпинская, Марковская, Муриковская, Осташёвская (передана из Можайского уезда), Ошейкинская, Плосковская, Серединская, Судисловская, Судниковская (передана из Рузского уезда), Тимошевская, Яропольская.
В 1918—1919 годах была создана Лотошинская волость.
Постановлением президиума Моссовета от 24 марта 1924 года Кульпинская, Марковская и Плосковская волости были объединены в Раменскую волость; Муриковская волость была включена в состав Судисловской волости; Канаевская волость была ликвидирована. Селения Прозорово, Внуково, Трулеси, Малое Сытьково, Лазарево и Чернево были включены в состав Осташёвской волости, остальная часть Канаевской волости была включена в состав Серединской волости. (Утверждено президиумом ВЦИК от 31 октября 1924 года).
К 1929 году в составе уезда было 13 волостей: Аннинская, Буйгородская, Бухоловская, Калеевская, Лотошинская, Осташёвская, Ошейкинская, Раменская, Серединская, Судисловская, Судниковская, Тимошевская, Яропольская.
Территориальные приращения уезда в первые годы советской власти: в 1919 году в состав Канаевской волости были включены селения: Курбатово, Кузьминское, Слободки из Покровской волости Клинского уезда; постановлением НКВД от 19 марта 1919 года в состав организованной Лотошинской волости вошли селения: Акулово, Ивановское, Лисино (Новое), Лотошино, Турово из Федосовской волости Старицкого уезда Тверской губернии; постановлением НКВД от 19 марта 1919 года в состав Ошейкинской волости вошли селения Глазково, Изосименье, Кушелово, Покровское, Степаньково, Телешово из Покровской волости Клинского уезда;
Территориальные потери: 17 марта 1919 года деревня Петраково Серединской волости была включена в состав Порецкой волости Можайского уезда.

## Уездные предводители дворянства
| Время службы | Имя                            | Титул, чин, звание               |
| ------------ | ------------------------------ | -------------------------------- |
| 1782—1785    | Стрешнев Иван Николаевич       |                                  |
| 1785—1788    | Шаховской Пётр Александрович   | князь, гвардии поручик           |
| 1788—1791    | Хованский Фёдор Сергеевич      | князь, премьер-майор             |
| 1791—1794    | Загряжский Борис Александрович | генерал-майор                    |
| 1794—1797    | Шаховской Михаил Александрович | князь, бригадир                  |
| 1797—1801    | Мещерский Иван Сергеевич       | князь, майор                     |
| 1801—1804    | Аршеневский Захар Николаевич   | надворный советник               |
| 1804—1828    | Рахманов Павел Александрович   | генерал-майор                    |
| 1828—1837    | Шаховской Валентин Михайлович  | князь, гвардии штабс-капитан     |
| 1838—1850    | Телегин Сергей Петрович        | титулярный советник              |
| 1850—1853    | Гончаров Иван Николаевич       | ротмистр                         |
| 1853—1856    | Мещерский Борис Васильевич     | князь, камер-юнкер               |
| 1856—1862    | Шипов Николай Павлович         | статский советник                |
| 1862—1865    | Гончаров Иван Николаевич       | полковник                        |
| 1865—1869    | Шипов Николай Павлович         | действительный статский советник |
| 1869—1873    | Шереметев Борис Сергеевич      | надворный советник               |
| 1873—1875    | Гончаров Иван Николаевич       | генерал-майор                    |
| 1875—1878    | Шереметев Борис Сергеевич      | действительный статский советник |
| 1878—1881    | Гончаров Иван Николаевич       | генерал-майор                    |
| 1881—1885    | Сипягин Дмитрий Сергеевич      | надворный советник               |
| 1886—1894    | Эйлер Александр Александрович  | надворный советник               |
| 1894—1902    | Безобразов Александр Фёдорович | титулярный советник              |
| 1902—1917    | Мещерский Сергей Борисович     | князь, гвардии полковник         |

## Карты
| Сборный лист военно топографической карты Московской губернии 1860 г. Масштаб: 2 версты в дюйме (1 см-840м). | Сборный лист военно топографической карты Московской губернии 1860 г. Масштаб: 2 версты в дюйме (1 см-840м). | Сборный лист военно топографической карты Московской губернии 1860 г. Масштаб: 2 версты в дюйме (1 см-840м). | Сборный лист военно топографической карты Московской губернии 1860 г. Масштаб: 2 версты в дюйме (1 см-840м). | Сборный лист военно топографической карты Московской губернии 1860 г. Масштаб: 2 версты в дюйме (1 см-840м). | Сборный лист военно топографической карты Московской губернии 1860 г. Масштаб: 2 версты в дюйме (1 см-840м). | Сборный лист военно топографической карты Московской губернии 1860 г. Масштаб: 2 версты в дюйме (1 см-840м). | Сборный лист военно топографической карты Московской губернии 1860 г. Масштаб: 2 версты в дюйме (1 см-840м). | Сборный лист военно топографической карты Московской губернии 1860 г. Масштаб: 2 версты в дюйме (1 см-840м). | Сборный лист военно топографической карты Московской губернии 1860 г. Масштаб: 2 версты в дюйме (1 см-840м). | Сборный лист военно топографической карты Московской губернии 1860 г. Масштаб: 2 версты в дюйме (1 см-840м). | Сборный лист военно топографической карты Московской губернии 1860 г. Масштаб: 2 версты в дюйме (1 см-840м). | Сборный лист военно топографической карты Московской губернии 1860 г. Масштаб: 2 версты в дюйме (1 см-840м). |
| --- | --- | --- | --- | --- | --- | --- | --- | --- | --- | --- | --- | --- |
| (При нажатии на необходимый лист будет осуществлён переход на соответствующую карту.)                        | | | | | | | | | | | | |